# Gottfried Kottmann
Gottfried Kottmann, né le 15 octobre 1932 à Zurich et mort le 6 novembre 1964 à Rüdlingen, est un rameur et bobeur suisse. 
Il participe aux Jeux olympiques d'été de 1960 à Rome où il termine sixième. Quatre ans plus tard, lors des Jeux olympiques d'été de 1964 à Tokyo, il remporte la médaille de bronze dans l'épreuve du skiff.

## Palmarès

### Aviron

#### Jeux olympiques d'été
- Jeux olympiques de 1964 à Tokyo (Japon).
  -  Médaille de bronze en skiff

#### Championnats d'Europe d'aviron
- Championnats d'Europe d'aviron 1954 à Amsterdam (Pays-Bas).
  -  Médaille d'or en deux barré
- Championnats d'Europe d'aviron 1955 à Gand (Belgique).
  -  Médaille d'or en deux barré
- Championnats d'Europe d'aviron 1956 à Bled (Yougoslavie).
  -  Médaille d'argent en deux barré
- Championnats d'Europe d'aviron 1957 à Duisbourg (Allemagne).
  -  Médaille de bronze quatre barré
- Championnats d'Europe d'aviron 1958 à Poznań (Pologne).
  -  Médaille de bronze en deux barré
- Championnats d'Europe d'aviron 1959 à Mâcon (France).
  -  Médaille d'or en quatre sans barreur

### Bobsleigh

#### Championnats du monde de bobsleigh
- Championnats du monde de bobsleigh 1960 à Cortina d'Ampezzo
  -  Médaille de bronze en bob à quatre